# Pterolophia multituberculata
Pterolophia multituberculata là một loài bọ cánh cứng trong họ Cerambycidae.